# Guillermo Sara
Guillermo Enrique Sara (Rafaela, Santa Fe, Argentina, 30 de septiembre de 1987) es un exfutbolista argentino que se desempeñaba en la posición de arquero y su último club fue Atlético de Rafaela de la Primera Nacional. 

## Trayectoria

### Atlético Rafaela
El 21 de agosto de 2009 y de la mano de Carlos Marcelo Fuentes, debutó en la B Nacional, categoría en la que disputó un total de 67 partidos y en la que atajó un penal. El sábado 21 de mayo de 2011 le tocó vivir uno de los momentos más trascendentales de su carrera: el ascenso a primera división, siendo una de las figuras del equipo campeón de la categoría.
El 5 de agosto de 2011, Carlos Alberto Trullet confió plenamente en sus condiciones para que sea el arquero titular de Atlético en su regreso a la máxima categoría del fútbol argentino. Fue ante Banfield y el primero de los 38 partidos que disputó su equipo. En ese torneo atajó 3 penales (a Jerónimo Barrales de Unión, César Mansanelli de Belgrano y a Nicolás Blandi de Boca) y fue uno de los grandes artífices de la permanencia de “la crema” en primera.
Su segunda temporada comenzó de manera inmejorable. El 4 de agosto de 2012 se convirtió en el segundo arquero del fútbol argentino en atajar dos penales en un mismo partido (a José Sand frente a Racing Club de Avellaneda). El primero había sido José "Perico" Pérez, quien jugando para River le atajó dos penales a Miguel Ángel Brindisi de Huracán en la década de 1970. Ese torneo Sara disputó todos los partidos y fue una de las grandes figuras de su equipo.

### Real Betis
Llegó al Betis en calidad de cedido procedente del Atlético de Rafaela por un precio que rondó los 250.000 €, y el Betis se guardó una opción de compra al finalizar la temporada por valor de un millón de euros. Usó el dorsal número 13.

### Boca Juniors

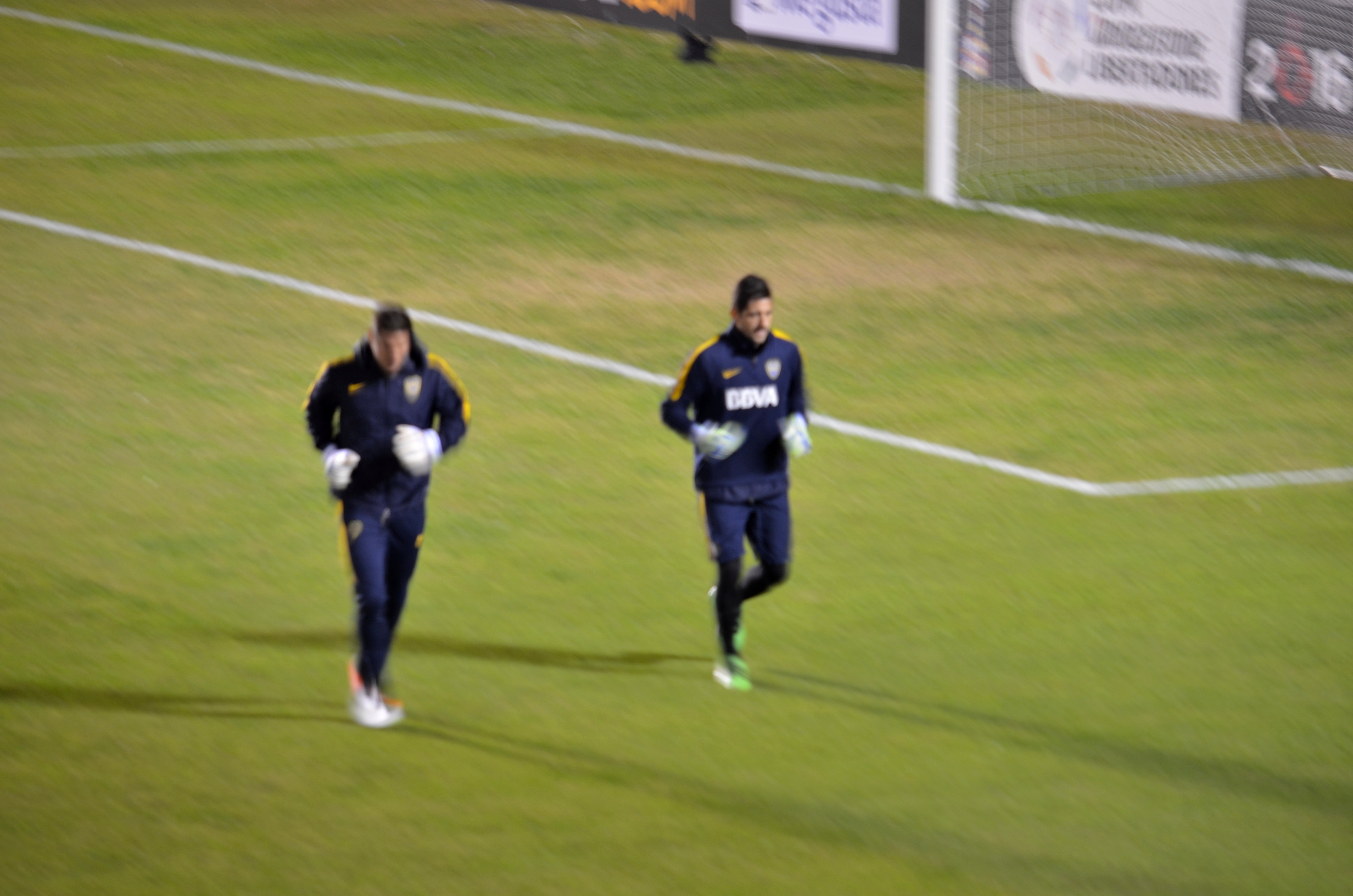
Sara y Agustín Orión calentando antes de un partido por Copa Libertadores en 2016.

El 1 de enero de 2015 se concretó la llegada de Sara al Club Atlético Boca Juniors, que desembolsó al Betis la suma de € 500 000 por el 50 %  de su pase. Su llegada al club representó un gran desafío, ya que tuvo que disputar la titularidad con Agustín Orión, quien venía ocupando ese puesto en la primera del club argentino.
Sara hizo su debut en un Superclásico frente a River Plate por un torneo de verano, el 24 de enero de 2015. Allí se convirtió en el primer arquero en la historia de Boca en debutar en un Superclásico ganando el cotejo, que terminó 1-0 con gol de Franco Cristaldo a los 17 minutos de juego. Ese mismo verano se jugó un segundo Superclásico, en el que Sara no sólo volvió a mantener el arco en cero, sino que además Boca se impuso por 5 a 0.
A pesar de estas actuaciones, Sara debió esperar hasta el 22 de febrero de 2015 para tener un debut en el torneo local, cuando debido a la expulsión de su compañero Agustín Orión, debió ingresar en reemplazo de Juan Manuel Martínez sobre el final del segundo tiempo del cotejo disputado frente al Club Atlético Temperley por la segunda fecha del campeonato. Tras este encuentro, que terminó en victoria de Boca por 2-0, volvió a la titularidad en la fecha siguiente frente a Atlético de Rafaela. Como en los partidos anteriores, el arquero nuevamente saldría indemne, permitiendo un nuevo triunfo del elenco porteño. 
Finalmente, Sara tuvo una nueva oportunidad de juego en la Copa Libertadores 2015, al debutar el 17 de marzo de 2015 frente al Zamora en la localidad venezolana de Barinas, donde recibió su primer gol con la camiseta xeneize. Boca se terminó imponiendo por 5-1 y mantuvo su invicto en el certamen continental. Tras este partido, nuevamente volvió al banco de suplentes, hasta que una nueva expulsión de Agustín Orión, a la que se sumó una abultada suspensión de cuatro fechas, volvieron a abrirle las puertas a Sara. En tres de esos cuatro cotejos volvió a mantener el arco en cero, frente a Estudiantes (3-0), Huracán (0-2) y Nueva Chicago (0-0).
Tras la eliminación de la Copa Libertadores 2016 de la mano de Independiente del Valle de Ecuador, Agustín Orión perdió su puesto como titular por sus malas actuaciones en las semifinales. Esto le dio chances a Sara, que fue tenido en cuenta por el director técnico como titular, a pesar de sus pretensiones por buscar otro arquero. Al comienzo utilizó la dorsal "31", pero luego después del encuentro por la primera fecha del torneo de Primera División 2016/2017 le otorgaron la dorsal "1". El 28 de septiembre de 2016, Sara fue titular contra Lanús por los octavos de final de la Copa Argentina, en el que tras haber empatado el partido 2-2 atajó dos penales y Boca pasó a la siguiente ronda.

### Lanús
El 31 de julio de 2018, Sara acordó su llegada al Club Atlético Lanús como parte de pago por la transferencia del arquero Esteban Andrada a Boca.

### Su retiro
El 2 de enero de 2022, el portero decidió ponerle fin a su carrera como futbolista profesional a los 34 años, el arquero de Rafaela explico: "Fin de año, fin de una etapa, fin de ciclo… Fin. He tomado la decisión de ponerle fin a mi carrera como futbolista profesional. Nunca fui de aferrarme a las cosas, más bien soy de soltar, de dejar ir y de esperar con optimismo nuevas oportunidades que puedan llegar". Además manifestó su entusiasmo por recorrer nuevos caminos y detalló: "Tomo esta decisión no con tristeza, si no como una posibilidad de hacer algo diferente a lo que hice durante más de 16 años, y eso me resulta emocionante. No me queda más que agradecer a todas las personas que conocí en este largo camino (compañeros, entrenadores, médicos, kinesiólogos, auxiliares, dirigentes e hinchas) a mis representantes Eze y brian, a mis amigos de toda la vida a mis viejos, mis hermanos y sobre todo a mi mujer y mis hijos q fueron mi fuerza y mi sostén en todo momento."

## Estadísticas

### Clubes
- Actualizado hasta el 16 de septiembre de 2018.

| Club | Div.                | Temporada           | Liga  | Liga  | Copas Nacionales(1) | Copas Nacionales(1) | Torneos Internacionales(2) | Torneos Internacionales(2) | Total | Total |
| Club | Div.                | Temporada           | Part. | Goles | Part.               | Goles               | Part.                      | Goles                      | Part. | Goles |
| --- | ------------------- | ------------------- | ----- | ----- | ------------------- | ------------------- | -------------------------- | -------------------------- | ----- | ----- |
| Atlético de Rafaela Argentina | 2.ª                 | 2008-09             | 8     | -12   | -                   | -                   | -                          | -                          | 8     | -12   |
| Atlético de Rafaela Argentina | 2.ª                 | 2009-10             | 22    | -20   | -                   | -                   | -                          | -                          | 22    | -20   |
| Atlético de Rafaela Argentina | 2.ª                 | 2010-11             | 37    | -23   | -                   | -                   | -                          | -                          | 37    | -23   |
| Atlético de Rafaela Argentina | 1.ª                 | 2011-12             | 38    | -48   | -                   | -                   | -                          | -                          | 38    | -48   |
| Atlético de Rafaela Argentina | 1.ª                 | 2012-13             | 36    | -48   | -                   | -                   | -                          | -                          | 36    | -48   |
| Atlético de Rafaela Argentina | Total club          | Total club          | 141   | -151  | -                   | -                   | -                          | -                          | 141   | -151  |
| Real Betis · España | 1.ª                 | 2013-14             | 15    | -26   | 2                   | -4                  | 2                          | -1                         | 19    | -31   |
| Real Betis · España | 2.ª                 | 2014-15             | 0     | 0     | 0                   | 0                   | -                          | -                          | 0     | 0     |
| Real Betis · España | Total club          | Total club          | 15    | -26   | 2                   | -4                  | 2                          | -1                         | 19    | -31   |
| Boca Juniors Argentina | 1.ª                 | 2015                | 12    | -11   | 0                   | 0                   | 1                          | -1                         | 13    | -12   |
| Boca Juniors Argentina | 1.ª                 | 2016                | 5     | -5    | 0                   | 0                   | 1                          | -2                         | 6     | -7    |
| Boca Juniors Argentina | 1.ª                 | 2016-17             | 12    | -10   | 3                   | -5                  | 0                          | 0                          | 15    | -15   |
| Boca Juniors Argentina | 1.ª                 | 2017-18             | 1     | -3    | 2                   | -1                  | 0                          | 0                          | 3     | -4    |
| Boca Juniors Argentina | Total club          | Total club          | 30    | -29   | 5                   | -6                  | 2                          | -3                         | 37    | -38   |
| Lanús Argentina | 1.ª                 | 2018-19             | 5     | -8    | 1                   | -2                  | -                          | -                          | 6     | -10   |
| Lanús Argentina | Total club          | Total club          | 5     | -8    | 1                   | -2                  | -                          | -                          | 6     | -10   |
| Total en su carrera | Total en su carrera | Total en su carrera | 191   | -213  | 9                   | -12                 | 4                          | -4                         | 203   | -230  |
| (1) Incluye Copa del Rey y Copa Argentina. (2) Incluye UEFA Europa League y Copa Libertadores . (3) Media de goles por encuentro. No incluye goles en partidos amistosos. |                     |                     |       |       |                     |                     |                            |                            |       |       |

## Palmarés

### Campeonatos nacionales
| Título             | Equipo              | País      | Año     |
| ------------------ | ------------------- | --------- | ------- |
| Primera B Nacional | Atlético de Rafaela | Argentina | 2011    |
| Primera División   | Boca Juniors        | Argentina | 2015    |
| Copa Argentina     | Boca Juniors        | Argentina | 2014-15 |
| Primera División   | Boca Juniors        | Argentina | 2016-17 |
| Primera División   | Boca Juniors        | Argentina | 2017-18 |